# Unione Sportiva Castrovillari Calcio 1995-1996
Questa voce raccoglie le informazioni riguardanti l'Unione Sportiva Castrovillari Calcio nelle competizioni ufficiali della stagione 1995-1996.

## Rosa
| N. |                   | Ruolo | Calciatore           |
| -- | ----------------- | ----- | -------------------- |
|    | Italia (bandiera) | C     | Riccardo Abbenante   |
|    | Italia (bandiera) | C     | Angelo Andreoli      |
|    | Italia (bandiera) | D     | Paolino Addesi       |
|    | Italia (bandiera) | A     | Maurizio Balestrieri |
|    | Italia (bandiera) | C     | Umberto Calcagno     |
|    | Italia (bandiera) | D     | Antonio Chiappetta   |
|    | Italia (bandiera) | C     | Sandro Cipparrone    |
|    | Italia (bandiera) | D     | Marco Colle          |
|    | Italia (bandiera) | D     | Ettore David         |

| N. |                   | Ruolo | Calciatore          |
| -- | ----------------- | ----- | ------------------- |
|    | Italia (bandiera) | P     | Emiliano Dei        |
|    | Italia (bandiera) | C     | Danilo D'Elia       |
|    | Italia (bandiera) | D     | Fabio De Sanzo      |
|    | Italia (bandiera) | C     | Gianluca Di Giulio  |
|    | Italia (bandiera) | D     | Salvatore Mazzarano |
|    | Italia (bandiera) | C     | Domenico Paduano    |
|    | Italia (bandiera) | A     | Riccardo Petrucci   |
|    | Italia (bandiera) | A     | Davide Visciglia    |
|    | Italia (bandiera) | D     | Sergio Volturno     |